# برونلو
برونلو (به ایتالیایی: Brunello) یک کومونه در ایتالیا است که در استان وارزه واقع شده‌است. برونلو ۱٫۶ کیلومتر مربع مساحت و ۱٬۰۰۶ نفر جمعیت دارد.